# Bombus vandykei
Bombus vandykei (saknar svenskt namn) är en insekt i överfamiljen bin (Apoidea) och släktet humlor (Bombus) som finns i Nordamerika.

## Beskrivning
Arten har gul päls på huvudet och främre delen av mellankroppen (hanarna är nästan helt gula på mellankroppen, utom ett mörkare fält mellan vingfästena). Bakkroppen hos honorna är svart med en gul rand på tredje tergiten; hanarna är gula på de fyra främsta tergiterna. Arten har medellång tunga.

## Ekologi
Habitatet utgörs av öppna marker som gräsprärier och ängar. Bombus vandykei förekommer från havsytans nivå till 2 200 m.
Arten börjar flyga efter nektar och pollen i mars, då de första arbetarna kommer fram (hanarna först i början av maj). Flygperioden upphör i september för arbetare och hanar, drottningarna slutar först tidigt i november. Djuren dör därefter, utom de nya drottningarna som övervintrar för att bilda nya kolonier tidigt nästa år. Arten samlar näring från ett stort antal blommande växter, främst från familjerna korgblommiga, strävbladiga och kransblommiga växter, ärtväxter, stenbräckeväxter samt flenörtsväxter.

## Utbredning
Bombus vandykei förekommer i västra USA:s kuststater från Washington över Oregon till Kalifornien, samt vidare norrut till södra British Columbia i Kanada. Arten anses vara relativt vanlig, men den har försvunnit i delar av sitt utbredningsområde, som södra Kalifornien.Internationella naturvårdsunionen (IUCN) listar dock arten som livskraftig (LC), och anger inga artspecifika hot.